# 薩拉曼德角
薩拉曼德角（英語：Salamander Point），是南極洲的島嶼，位於南桑威奇群島，處於別林斯高晉島北端，在1971年由英國南極名稱諮詢委員會命名，由英國海外領土管轄。